# Akademicki Klub Taekwondo „Udar” Politechniki Gdańskiej
Akademicki Klub Taekwondo "Udar" – klub sportowy założony 24 kwietnia 2002 przy Politechnice Gdańskiej.
Klub działa jako sekcja przy Politechnice Gdańskiej, jest również zrzeszony w Polskim Zrzeszeniu Taekwon-do ITF. W ramach prowadzonych treningów, w klubie odbywają się zajęcia z taekwondo, kick-boxingu i samoobrony.
Od 2003 roku, corocznie klub prowadzi bezpłatne, adaptacyjne kursy samoobrony dla społeczności studenckiej. Organizacja kursów odbywa się przy udziale i wsparciu Komendy Wojewódzkiej Policji w Gdańsku. W latach 2003–2013 w ramach kursów samoobrony przeszkolono ponad 2000 studentek i studentów z Gdańska i okolic.
Aktualni trenerzy i posiadacze stopni mistrzowskich w AKT Udar:
1. Przemysław Kalitowski - III dan
2. Dominik Lipka - III dan
3. Krzysztof Kowalski - II dan
4. Kajetan Targoński - II dan
5. Marcin Leszczyński - II dan
6. Anna Truszkowska - I dan
7. Ernest Lachowicz - I dan
8. Jacek Połom - I dan

Byli trenerzy AKT Udar:
1. Paweł Procaj - I dan
2. Zdzisław Soczewiński
3. Jakub Tryzno - III dan
4. Ewelina Brzezina - II dan
5. Karol Siwek III dan
6. Piotr Rybka - IV dan[4]

Od 2005 roku zajęcia z zawodnikami Udaru prowadzi m.in. Zdzisław Soczewiński – uczestnik Mistrzostw Europy w Boksie 1955, były trener m.in. Dariusza Michalczewskiego i Iwony Guzowskiej.